# Korejský kroj

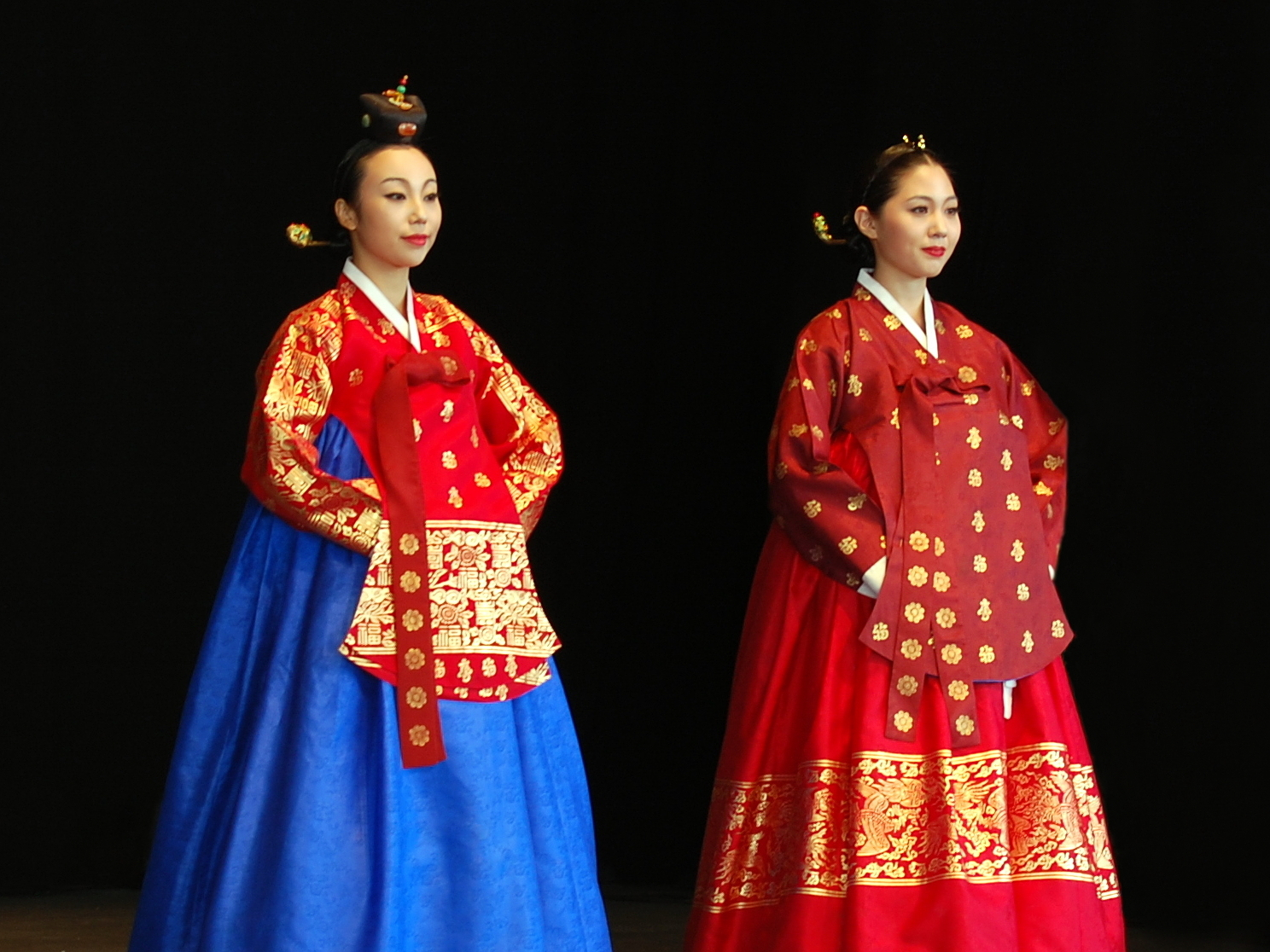
Tradiční korejské šaty hanbok

Korejský kroj, v Jižní Koreji nazývaný hanbok (한복) a v Severní Koreji nazývaný čosŏnot (조선옷), jsou tradiční šaty nošené v Koreji. Jsou obvykle charakterizovány zářivými barvami a jednoduchými liniemi bez kapes. Ačkoli obě varianty názvu lze přeložit jednoduše jako „korejský oděv“, v moderní době se oběma rozumí specificky oblek vycházející z období dynastie Čoson. Kroj je užíván jako poloformální nebo formální oblečení při tradičních slavnostech a zábavách. Moderní hanbok nedodržuje přesně původní styl dynastie Čoson, protože z praktických důvodů v průběhu 20. století prošel některými významnými změnami.
V dějinách Koreje se setkáváme s tradicí dvojího oblečení, v níž vládci a šlechta přijala různé druhy zahraničních stylů, zatímco prostí občané i nadále používali odlišný styl původního oblečení, které je dnes známé jako hanbok.

Hanbokové doplňky

V roce 1996 vytvořilo jihokorejské Ministerstvo kultury, sportu a cestovního ruchu "Den Hanboku", aby podpořili jihokorejské občany v nošení hanboku.

## Složení a design
Tradiční ženský hanbok se skládá z čŏgori, dámské blůzy nebo kabátku a čchimy, zavinovací sukně, která se obvykle nosí zavázaná tak, aby se obě strany plně překrývaly. Tento komplet je často nazýván čchima čŏgori. Pánský hanbok se skládá z čŏgori a bačji, v Koreji jsou tím míněny kalhoty. Baji byli pytlovité kalhoty v tradičním mužském hanboku.

### Čŏgori

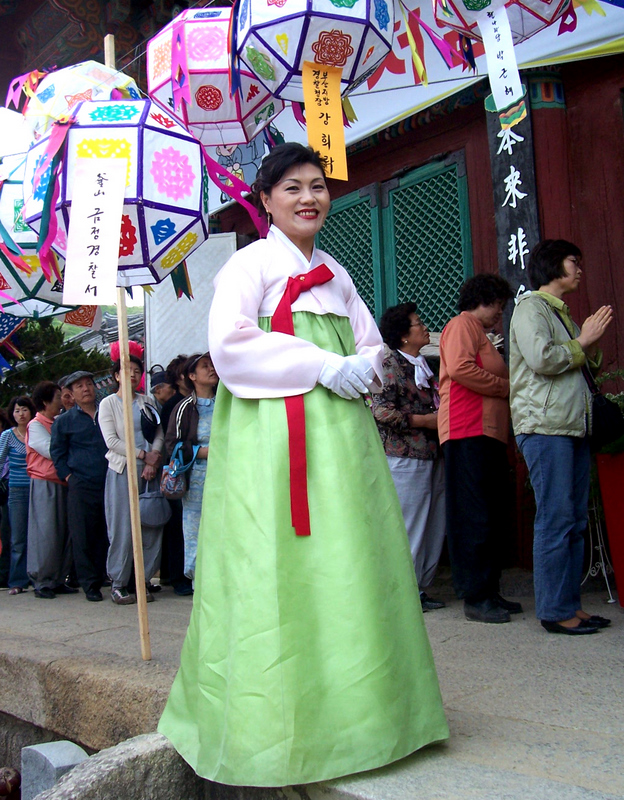
Čŏgori a čchima

Čŏgori (저고리) je základní vrchní oděv hanboku, který nosili muži i ženy. Pokrývá ruce a horní část těla nositele. Základní forma jeogori se skládá z gilu, gitu, dongjeongu, goreumu a rukávů. Gil (길) je velká část oděvu na přední i zadní straně a git (깃) je pás z textilie, která obrubuje límec. Dongjeong (동정) je odnímatelný bílý límec umístěný nad koncem gitu a je obvykle zdvojený. Goreum (고름) jsou stuhy kabátku, kterými se čŏgori zavazuje. Dámské čŏogori mohou mít kkeutdong (끝동), různé barevné manžety umístěné na konci rukávů. Z dřívějších archeologických nálezů se dochovaly pouze dva čŏgori. Jeden je z hrobu Yangcheon Heova klanu a je datován mezi lety 1400-1450, zatímco druhý byl objeven uvnitř sochy Buddhy v chrámu Sangwonsa (pravděpodobně zanechán jako obětina) a byl datován do 60. let 14. století.
Podoba čŏgori se v průběhu času měnila. Zatímco pánské čŏgori zůstalo relativně nezměněné, dámské čŏgori se během dynastie Čoson dramaticky zkrátilo. Jeho nejkratší délky pak bylo dosaženo na konci 19. století. Nicméně vzhledem k snaze o reformaci a z praktických důvodů je moderní čŏgori pro ženy delší než jeho dřívější protějšek. Délka je však stále nad linií pasu. Tradiční goreum byly krátké a úzké, zatímco moderní goreum jsou spíše dlouhé a široké. Existuje i několik typů čŏgori rozdělených podle použitých textilií, šicích technik a tvarů.

### Čchima
Čchima (치마) označuje "sukni", která je také nazývána sang (裳) nebo gun (裙) v písmě Hanča. Spodnička neboli spodní vrstva se nazývá sokchima. Podle dochovaných nástěnných maleb z Goguryeo a hliněných hraček vykopaných v okolí Hwangnam-dongu, Gyeongju a Goguryeo ženy nosily čchimu s čogori a přes to kryjící pás.
Ačkoliv pruhované, patchworkové a nabírané sukně jsou známy již z období Gogureyo a Čoson, čchimy byly klasicky vyrobené z obdélníkové látky, která byla skládána nebo stahována pásem do tvaru sukně. Tento pás byl delší než samotná sukně a vytvořil tak stuhy, které pomohly upevnit sukni kolem trupu těla.
Sokchima byla z velké části vyráběna podobným způsobem jako vnější sukně až do počátku 20. století, kdy byly přidány pásky, později se vyvinuly do rukávů živůtku nebo se "upravila" do tvaru spodničky. V polovině 20. století získaly některé vnější chimy živůtek bez rukávů, který byl potom zakrýván jeogori.

### Baji
Baji odkazuje na spodní část pánského hanboku. V korejštině je to formální termín pro "kalhoty". Ve srovnání se západním stylem kalhot, tyto nesedí těsně. Kalhoty jsou volné kvůli návrhu zaměřenému na to, aby byl střih ideální pro sezení na podlaze. Podobnou roli plní dnes moderní kalhoty, ale baji se používá v Koreji běžně pro všechny druhy kalhot. V přední části baji jsou k dispozici dvě šňůrky, které může člověk v případě potřeby kdykoli utáhnout.
Jako baji bývají klasifikovány hladké kalhoty, kožené kalhoty, hedvábné kalhoty nebo bavlněné kalhoty, záleží na oblečení, způsobu šití, vyšívání a tak dále.

### Po
Po je obecný termín odkazující na vnější roucho nebo kabát, který byl běžný od dob Tří království Koreje až do období pozdního Čosonu. Nejdříve se používal pás, který byl během pozdního období Čosonu nahrazen stuhou. Durumagi je druh Po, který byl nošen na ochranu před chladem. Hojně se nosilo jako vnější roucho přes jeogori a Baji. Také bývá nazýváno jako jumagui, juchaui, nebo juni.
Odlišný druh kabátu čerpající z dynastie Tang byl přijat mezi elitami království Sjednocené Silly, nakonec se vyvinul ve Gwanbok.

### Jokki a magoja
Jokki je druh vesty, zatímco magoja je vnější plášť. Ačkoli jokki a magoja byly vytvořeny na konci dynastie Čoson v době kdy začala mít západní kultura vliv na Koreu, jsou považovány za části tradičních oděvů. Každý z nich se nosí přes jeogori kvůli teplu a stylovosti. Magoja byl původně navržen pro Mandžui ale byl zaveden do Koreje, když se Heungseon Daewongun, otec krále Gojonga vrátil ze svého politického exilu v Tianjinu v roce 1887. Slovo magoja je odvozeno od Magwae regionu, zde se v té době nosil na ochranu proti chladnému počasí. Byl dobrý, teplý, snadno se nosil a tak se stal magoja v Koreji populární. Také se mu říká "deot jeogori" (doslova "vnější jeogori"), nebo magwae.
Magoja nemá git, pás tkaniny obrubující límec nebo goreum (zavazovací stuhy) na rozdíl od jeogori a durumagi (kabát). Magoja byl původně mužský oděv, ale později se stal unisexovým oblečením. Magoja pro muže má seop (섶, překrývající se sloupky látky na přední straně) a jeho délka je delší, než u ženské magoji, díky tomu jsou spodní části obou stran otevřené. Magoja je vyroben z hedvábí a je zdoben jedním nebo dvěma knoflíčky, které jsou obvykle vyrobeny z jantaru. U mužského magoji jsou knoflíčky připevněny na pravé straně na rozdíl od ženského magoji.
Zpočátku nosily ženy magoji spíše pro jeho elegnaci než jako každodenní oblečení, zejména lidé z Kesongu ho nosili hodně. Je vyroben z hedvábí a barvy pro ženy jsou převážně neutrální, aby se dal sladit s ostatními oděvy, jako jsou jeogori a chima, které se nosí společně. Na jaře a na podzim se používá u ženského magoji pastelových barev, dá se tak nosit přes jeogori a vypadá elegantně. Pokud jde o pánské magoji, tak se nosí během jara a léta barvy nefritové, zelené, šedé a tmavě šedé.

### Dětský hanbok

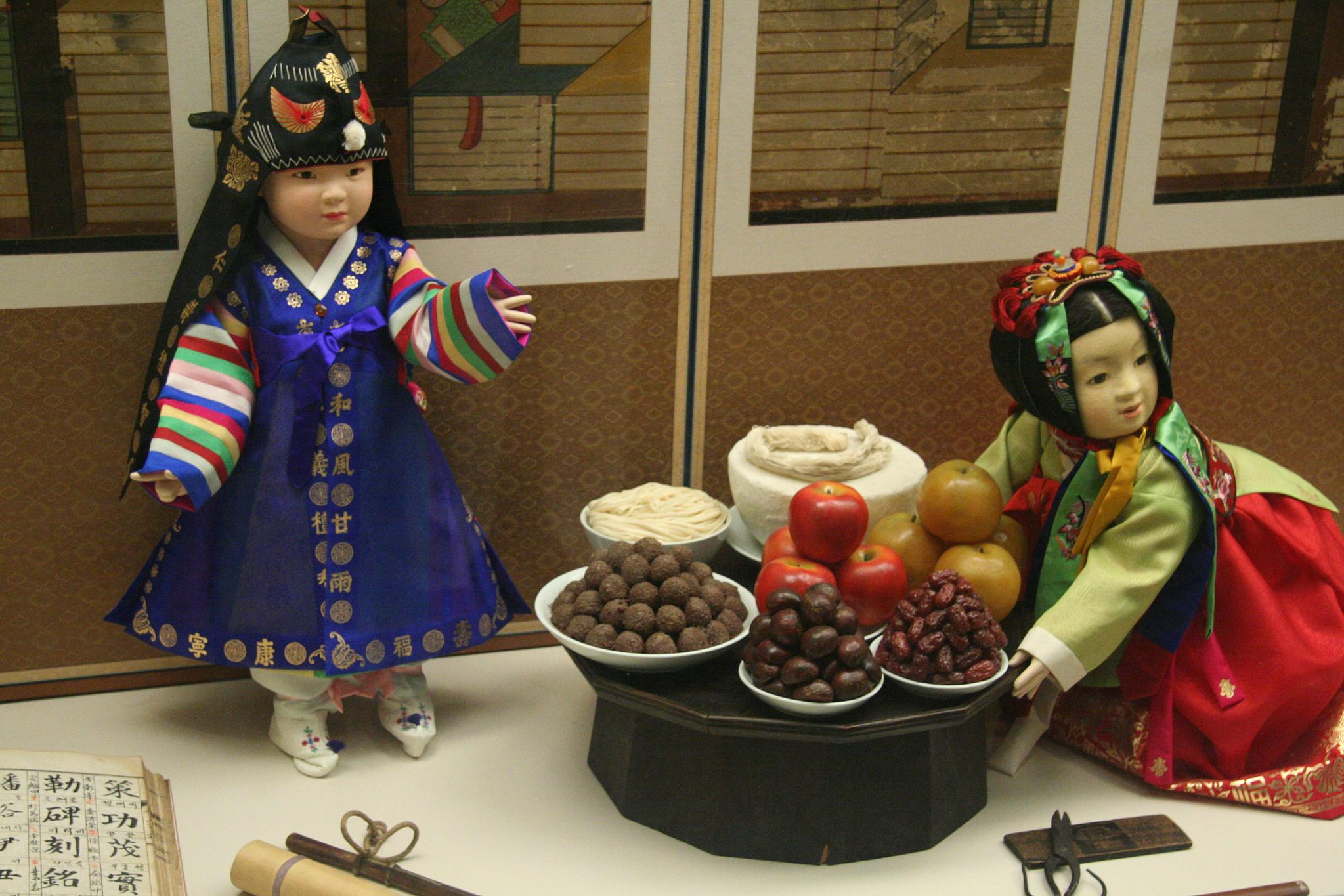
Dětský hanbok

V dávných dobách, kkachi durumangi (doslovně " stračí kabát") se nosil jako seolbim (설빔), nové oblečení a boty se nosily na korejský Nový rok, zatímco v současnosti se používá jako obřadní oděv pro dol, oslavu prvních narozenin dítěte. Je to dětský barevný kabát. Nejčastěji jej nosili mladí chlapci. Oblečení se také nazývá obangjang durumagi, což znamená "kabát z pěti směrů". Ten se nosil přes jeogori (kabátek) a jokki (vestu), zatímco nositel si pře so mohl obléci jeonbok (dlouhou vestu). Kkachi durumagi se také nosí společně s pokrývkou hlavy, jako je bokgeon (špičatý látkový klobouk), hogeon (špičatý látkový klobouk s tygřím vzorem) pro mladé chlapce nebo gulle (dekorativní pokrývka hlavy) pro mladé dívky.

## Události

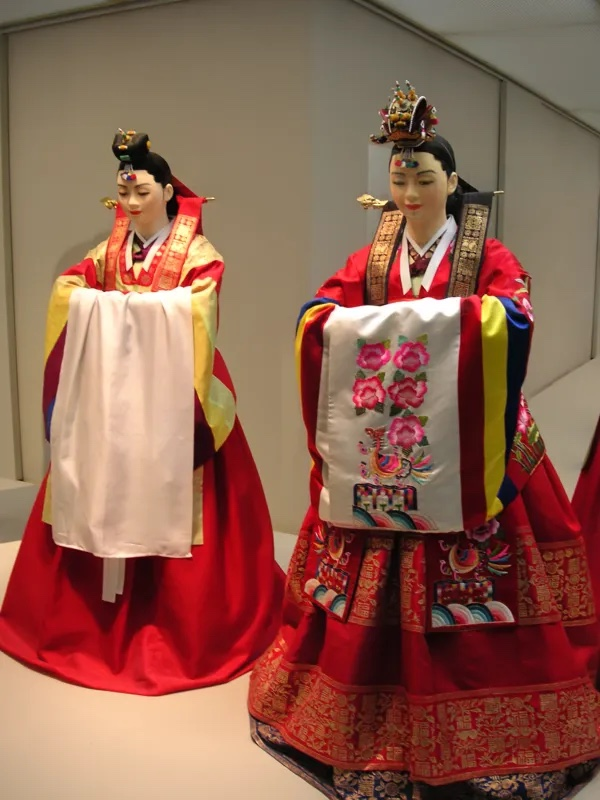
Hwarot, oblečení nevěsty.

Hanbok je rozlišován podle účelnosti: každodenní oblečení, slavnostní šaty a speciální šaty. Slavnostní šaty se nosí na slavnostních příležitostech jako jsou první narozeniny dítěte, svatba nebo pohřeb. Speciální šaty jsou vyrobeny pro šamany a úředníky.

## Historie

### Starověk
U hanboku můžeme vystopovat jeho původ až k oblečení kočovníků ve Skytsko-sibiřské kulturní sféře v Severní Asii, rozšířené v dávných dobách. Nejstarší důkaz o společném vkusu Severní Asie lze nalézt na pohřebišti Xiongnu v Noin Ula na severu Mongolska a nejstarší důkaz základních projevů prvků hanboku lze vysledovat ke starověké nástěnné malbě v Gogureyo, která je z 3. století př. n. l.
V Severní Asii odráží hanbok svůj kočovný původ, byl navržen tak, aby umožňoval snadný pohyb a bylo do něj včleněno mnoho šamanských motivů. Z této doby pochází základní struktura hanboku, a to jeogori (plášť), baji (kalhoty) a chima (sukně). Krátké, přiléhavé kalhoty a přiléhavé kabátky v délce do pasu byli nošeni muži i ženami v prvních letech vlády Tří království Koreje. Základní struktura a základní designové prvky hanboku zůstávají relativně beze změny dodnes.
Ke konci období Tří království začali šlechtičny nosit dlouhé sukně a krátké kabátky vybavené pásky v pase a šlechtici začali nosit volné zavazovací kalhoty, které byly u kotníků úzké a kabát ve stylu tuniky s manžetou na zápěstí a páskem v pase.
Ačkoliv většina zahraničních vlivů ovlivňující hanbok netrvala dlouho nebo nebyli výrazné, mongolské oblečení je výjimka, je to jediný zahraniční vliv, který se na hanboku viditelně projevil. Potom co ve 13. století podepsala dynastie Goreyo (918-1392) mírovou smlouvu s mongolskou říší, přinesla s sebou mongolská princezna, která se provdala do korejského královského domu, módní vliv, který začal převládat ve formálním i soukromém životě. V důsledku tohoto působení byla chima (sukně) zkrácena a jeogori byl navýšen nad pas a svázán na hrudi dlouhou širokou stuhou, goruem (místo pásku) a rukávy byli mírně zakřiveny. Nicméně kulturní výměna nebyla jediná cesta. Dynastie Goreyo měla významný kulturní vliv na Mongolský dvůr za dynastie Jüan, z nichž nejviditelnější byl přijetí ženského hanboku od aristokratů, královen a konkubín mongolského dvora.

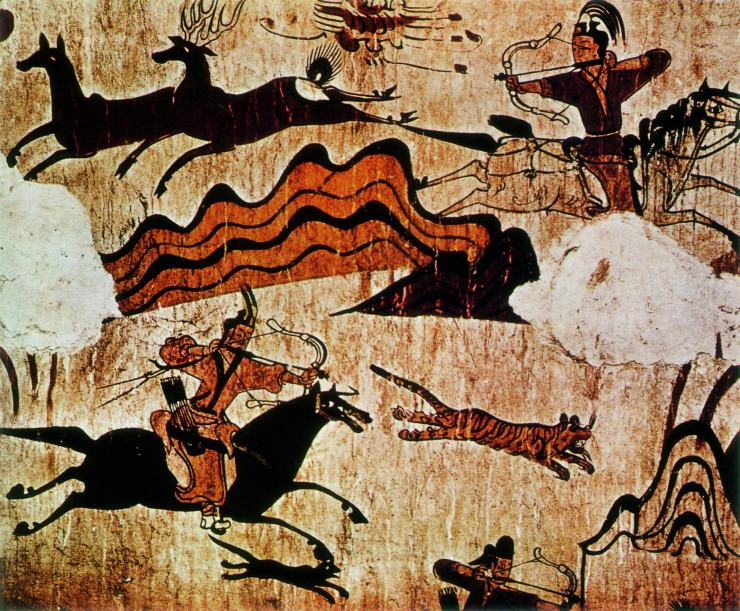
Goguryeský muž v loveckém oblečení z Goguryeských hrobů.
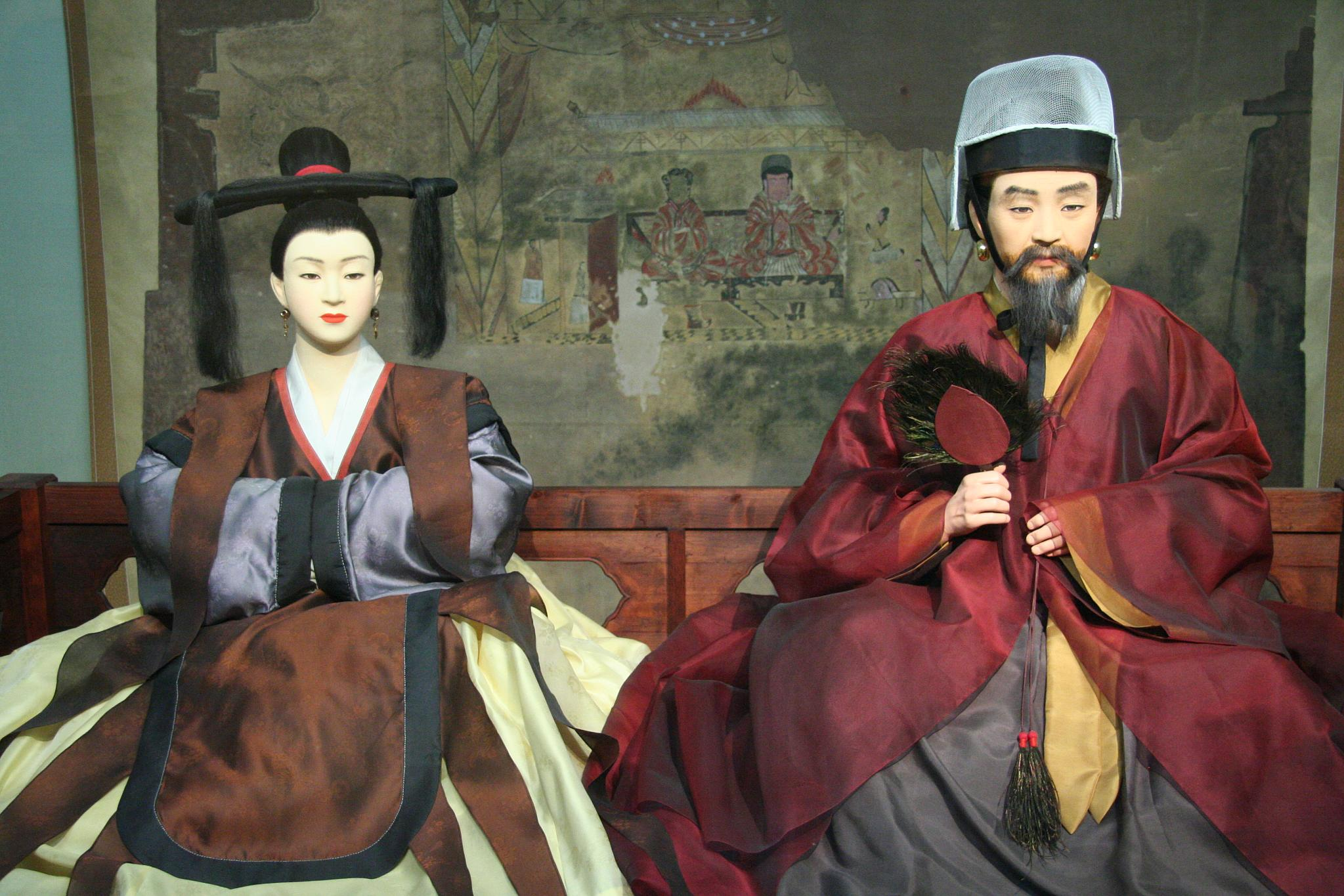
Oblečení Goguryeského krále a královny.
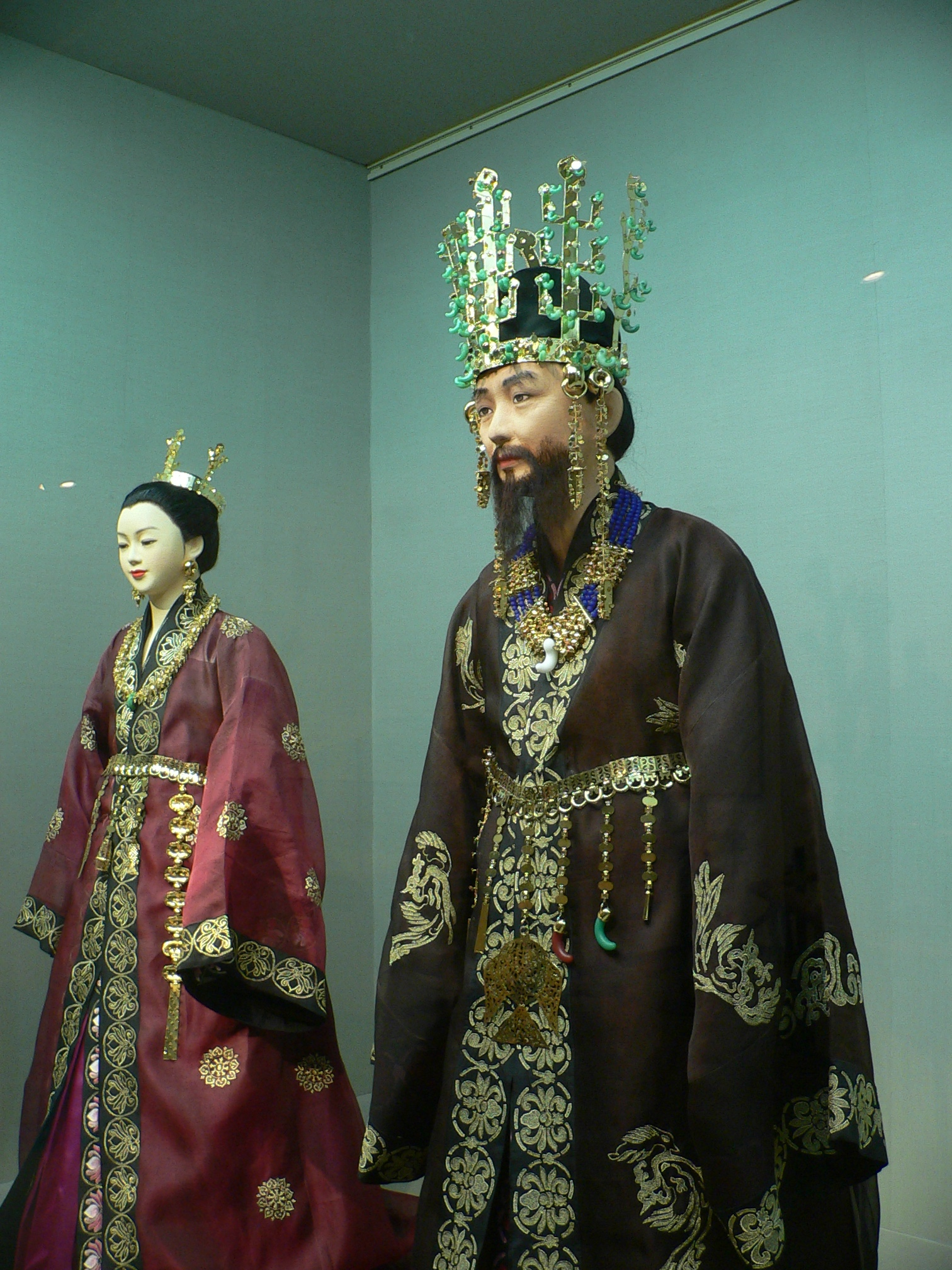
Silla Oblečení krále a královny.
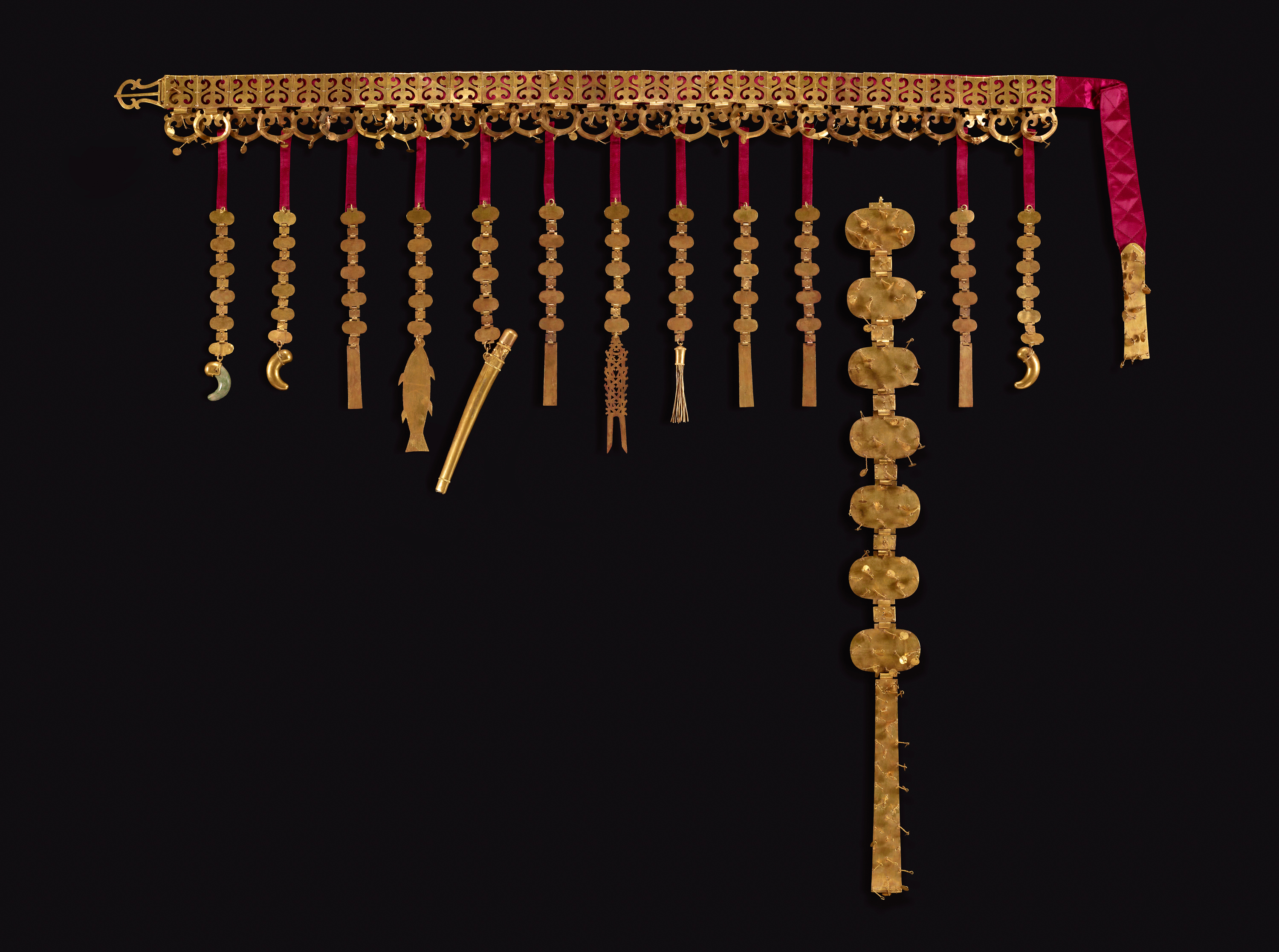
Zlatý opasek používaný královskou rodinou ze Silly
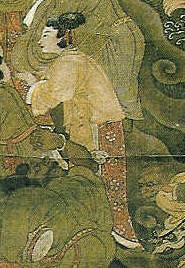
Ženský oděv z období Goryeské dynastie.

### Dynastie Čoson
Zdálo se, že raný Čoson bude pokračovat v módě dámského volného pytlovitého oblečení, jaké je možné vidět na nástěnné malbě z hrobu Bak Ik (1332- 1398). Nicméně v 16. století byla jeogori zkrácena do pasu a je více přiléhající i když nemá tak extrémní rysy jako oblečení z 18. a 19. století, které bylo ve tvaru zvonu.
Dnešní hanbok je přímým potomkem hanboku, jenž se nosil v období Čosonu, konkrétně koncem 19. století. Hanbok prošel různými změnami a "módními výstřelky", během 500 roků vlády Čosonských králů a nakonec se vyvinul do toho, co se nám nyní většinou vybaví jako typický hanbok.

#### Každodenní nošení
Za vlády dynastie Čoson, nabyla chima (sukně) plnějšího oběmu, zatímco jeogori (kabátek)dostal těsnější a kratší podobu, díky tomu byli rysy hanboku zcela odlišné od těch z minulých století, kdy byla chima poměrně tenká a jeogori pytlovitý a dlouhý tak, že sahal hluboko pod úroveň pasu. Po japonské invazi do Koreje (1592 - 1598), neboli Imjin válce, se ekonomické strádání na poloostrově projevilo ve větší míře v módních návrzích, které začaly počítat s použitím menšího množství tkaniny. Nicméně toto vysvětlení nebere v potaz stále se zvětšující objemnost šatů, která měla za následek zvýšení spotřeby látky i přes katastrofální dopady války.
V osmnáctém století dosáhla krátkost jeogori svého vrcholu, kdy jen taktak zakrývala prsa. Proto začaly ženy z vážených společenských vrstev nosit kolem prsou kus dlouhé látky s názvem heoritti. Heoritti se původně nosilo jako spodní prádlo pod jeogori, nyní ale bylo nošeno jako oblečení svrchní. Obyčejní lidé a lidé nízké společenské třídy se nicméně heoritti často zcela vyvarovali, brali ho jako obyčej, který naznačoval, že žena porodila syna. Také mohl pomáhat při kojení.
Během sedmnáctého a osmnáctého století byla plnost sukně soustředěna kolem boků, a tak vytvořila rys podobný západnímu honzíku u šatů. Plnost sukně dosáhla vrcholu kolem roku 1800. Během devatenáctého století byla sukně nejplnější kolem kolen a kotníků a dávala tak chimě trojúhelníkový nebo áčkový tvar, který je dodnes stále preferován. Nosilo se mnoho spodního prádla jako je darisokgot, soksokgot, dansokgot, či gojengi jen aby se dosáhlo požadovaného tvaru.
Tendence za změnu oblečení, jejichž cílem bylo prodloužení jeogori, se dočkaly úspěchu na počátku dvacátého století a ovlivňují moderní hanbok i nadále. Moderní jeogori jsou delší, i když jsou stále ještě asi tak v polovině mezi pasem a prsy. Heoritti jsou někdy nošeny jen tak z estetických důvodů. Na konci devatenáctého století představil Heungseon Daewongun magoju, kabátek původně navržený pro Mandžui, který se dodnes často nosí přes jeogori.

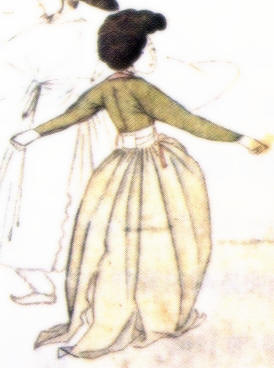
Ženský hanbok skládající se z chimy sukně a jeogori kabátku.
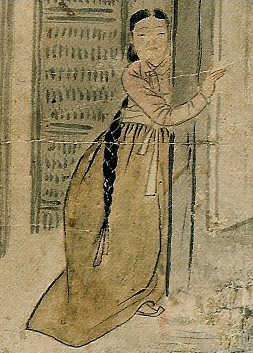
Plné sukně a přiléhavé jeogori byly považovány za módní. 18. století.
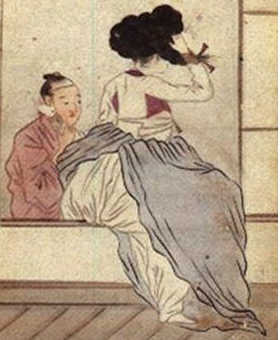
Soksokgot, byl podobně jako spodnička nošen pod ženskou sukní. 18. století

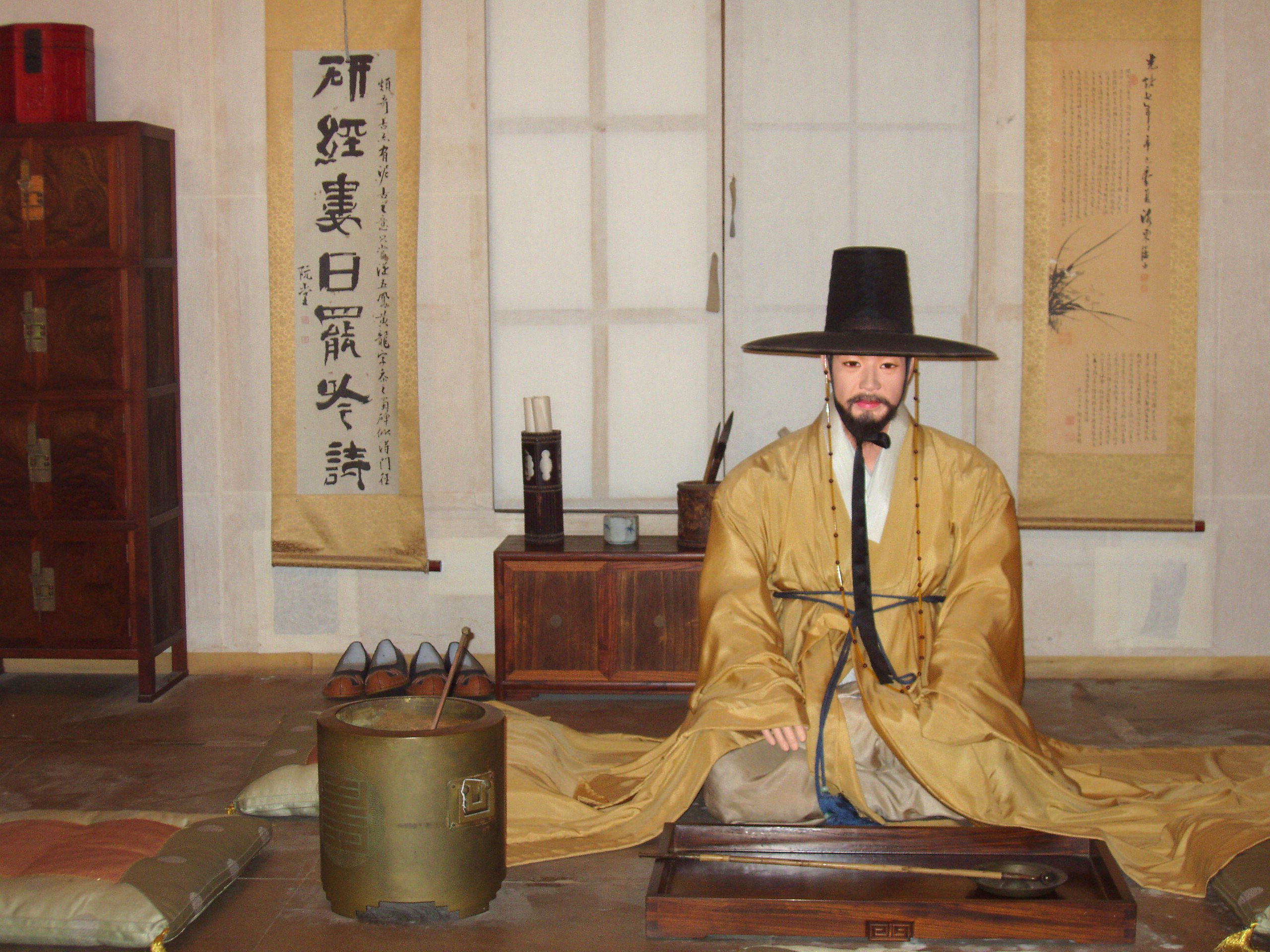
Pánský oděv aristokrata; gat (klobouk z koňských žíní) na hlavě a žluté dopo (kabát).

Pánský hanbok se oproti ženskému změnil velmi málo. Tvar a design jeogori a baji se téměř nezměnil.
Avšak dlouhý svrchní oděv, ekvivalent moderního kabátu, prošel docela dramatickými změnami. Před koncem 19. století nosili muži yangbanu skoro vždy jungchimak, když cestovali do zahraničí. Jungchimak měl velmi dlouhé rukávy a jeho spodní část byla rozdělena na obou stranách, případně i na straně zadní tak, aby se při chůzi vytvořil vlající efekt. Někdo to považoval za módu a pro některé, jmenovitě stoické učence, to nebylo nic jiného na čistá marnivost. Potom co ho regent Daewon-gun zakázal jako součást svého oblečení jungchimak postupně vymizel.
Durumagi, který se dříve nosil pod jungchimak nebo jako oblečení pro doma nahradil jungchimak a stal se formálním oblečením pro muže yangbanu. Durumagi se od svého předchůdce liší tím, že má užší rukávy a není rozdělen na obou stranách a ani na straně zadní. Také je o něco kratší. Pánský hanbok se od přijetí durumagi relativně nezměnil.

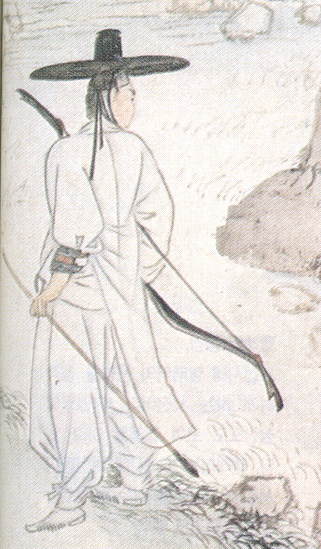
Muž nosící jungchimak. 18. století.
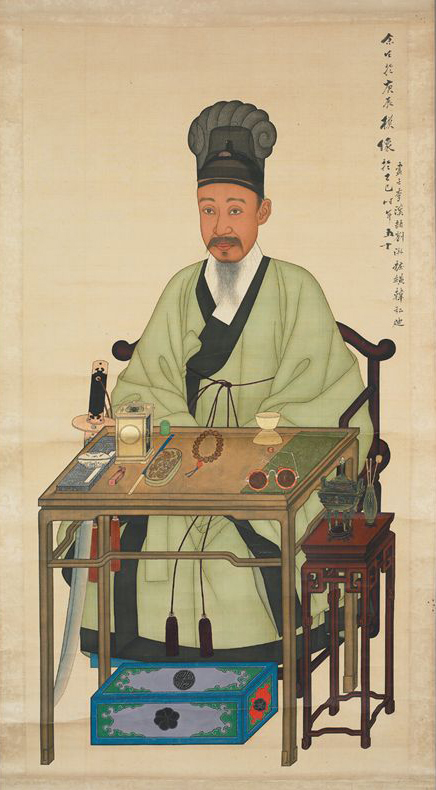
Waryonggwan a hakchangui v roce 1863.
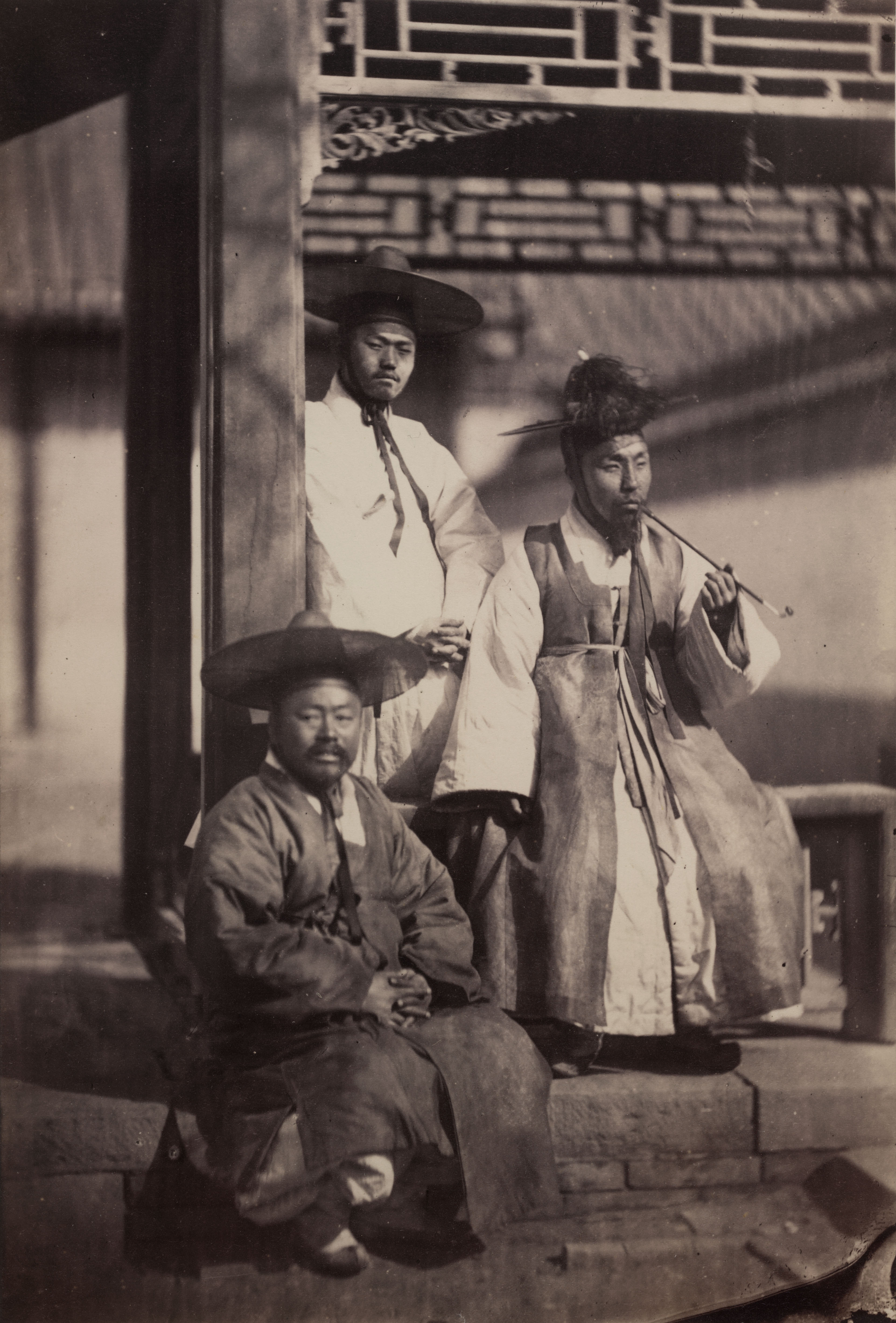
Vyfotografováno v roce 1863
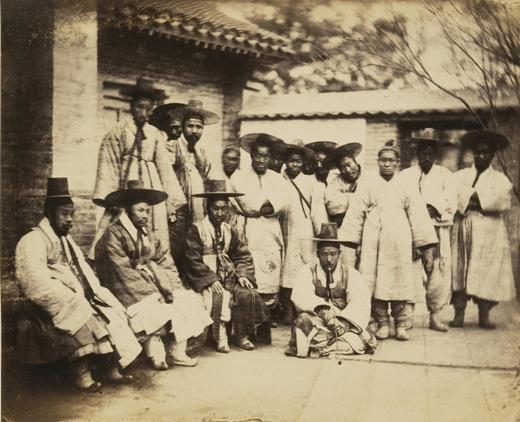
Vyfotografováno v roce 1863
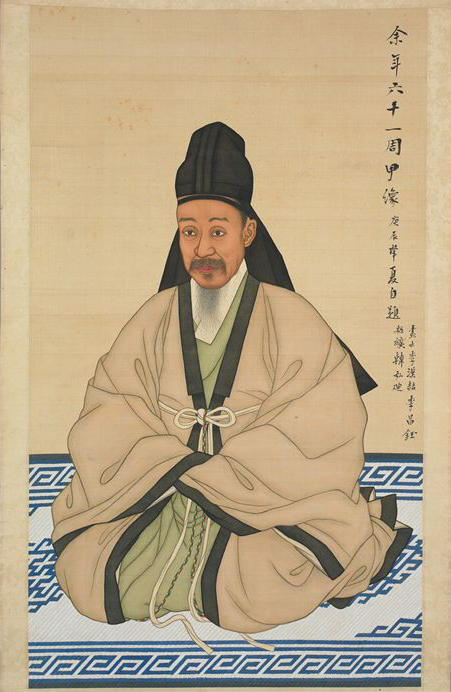
Bokgeon a simui v roce 1880.
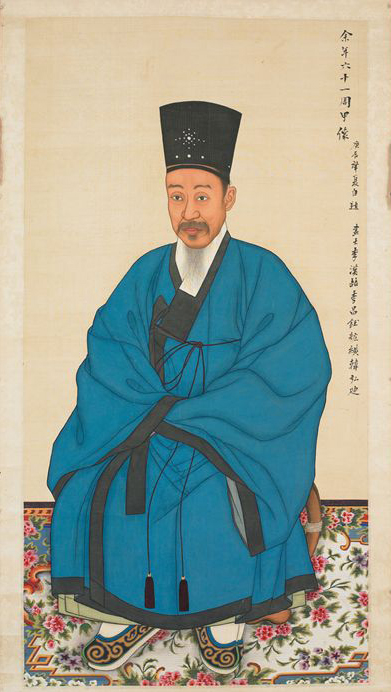
Černý bokgeon a modré dopo rok 1880.
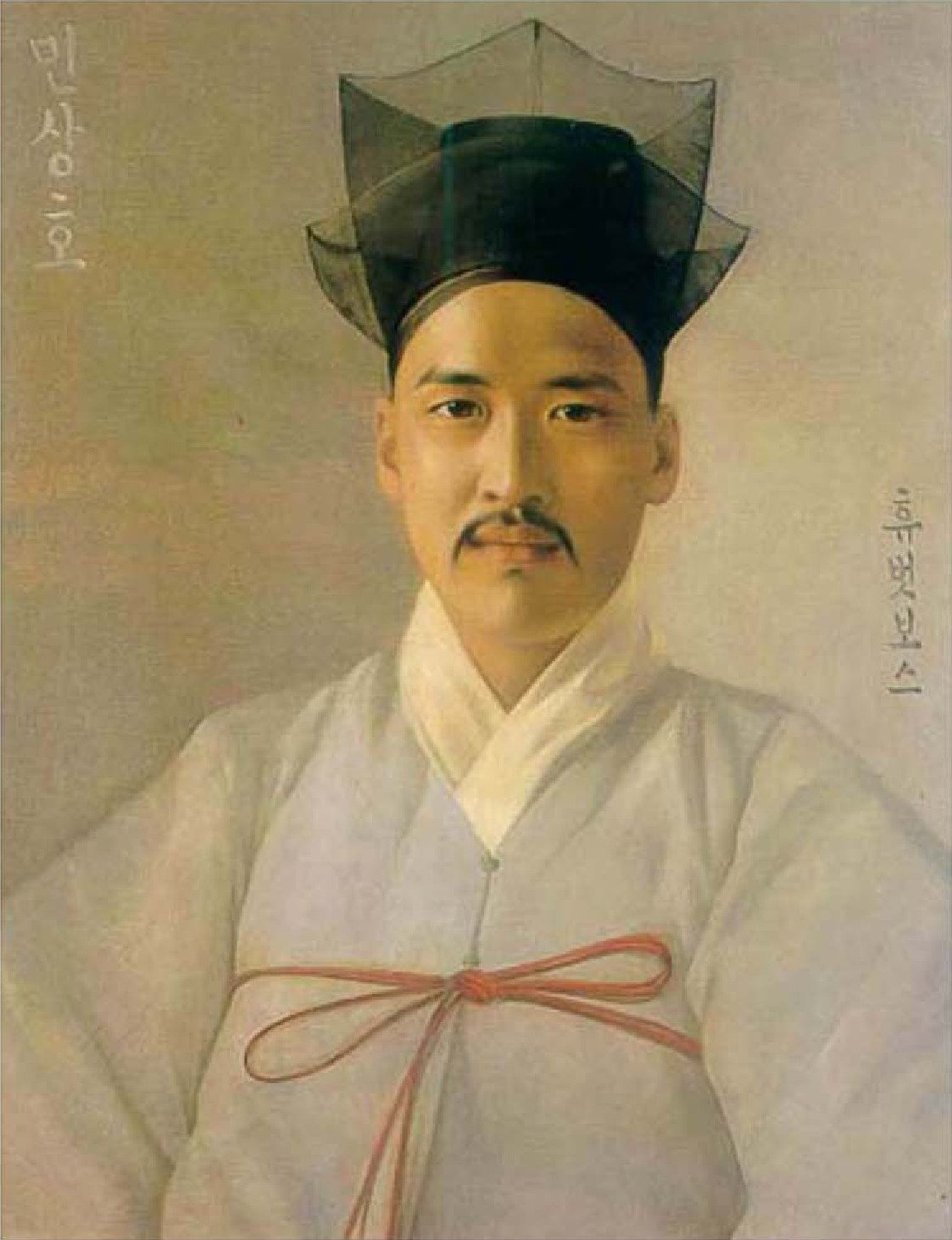
Jeongjagwan na hlavě.

#### Hanbok pro slavnostní příležitosti

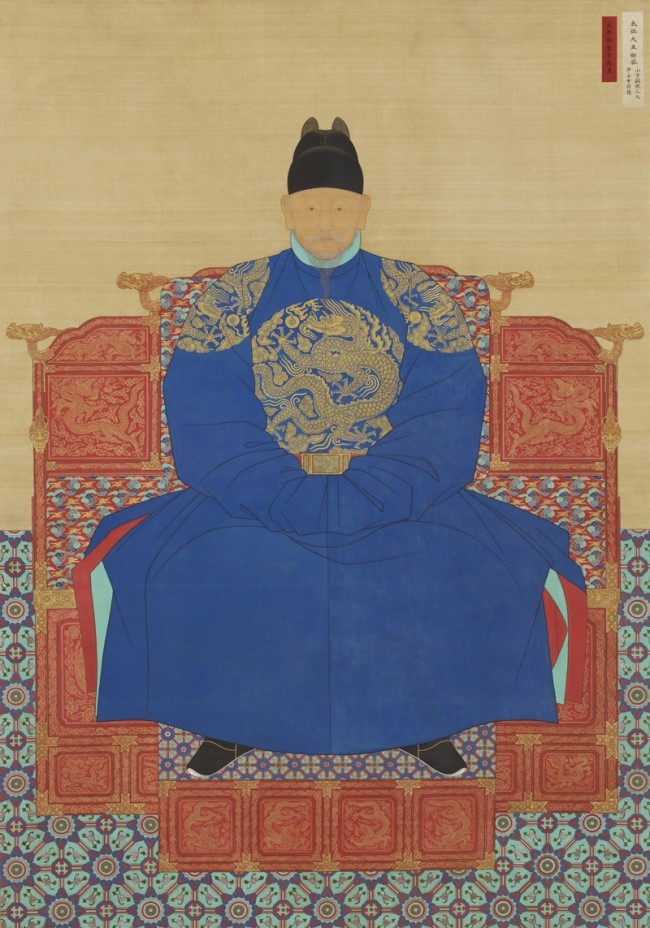
Dračí roucho nebo (ikseongwanpo): povinný oděv krále
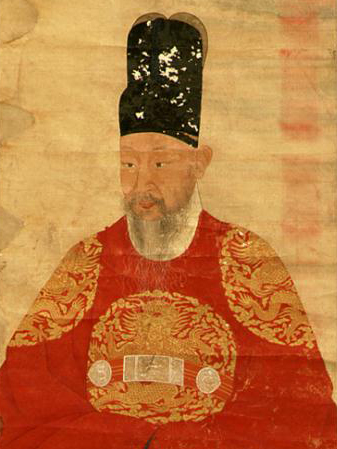
Hongryongpo: každodenní oděv krále
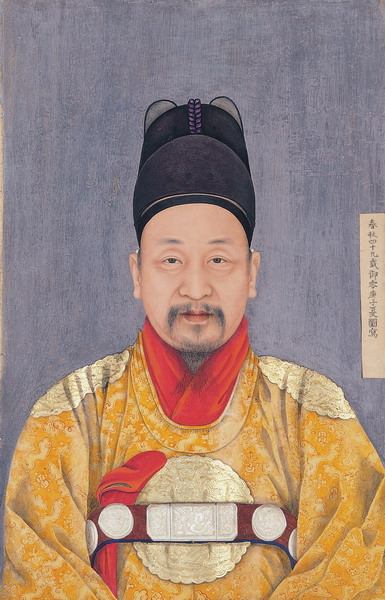
Hwangryongpo: každodenní oděv císaře. Gojong začal nosit tento oděv.
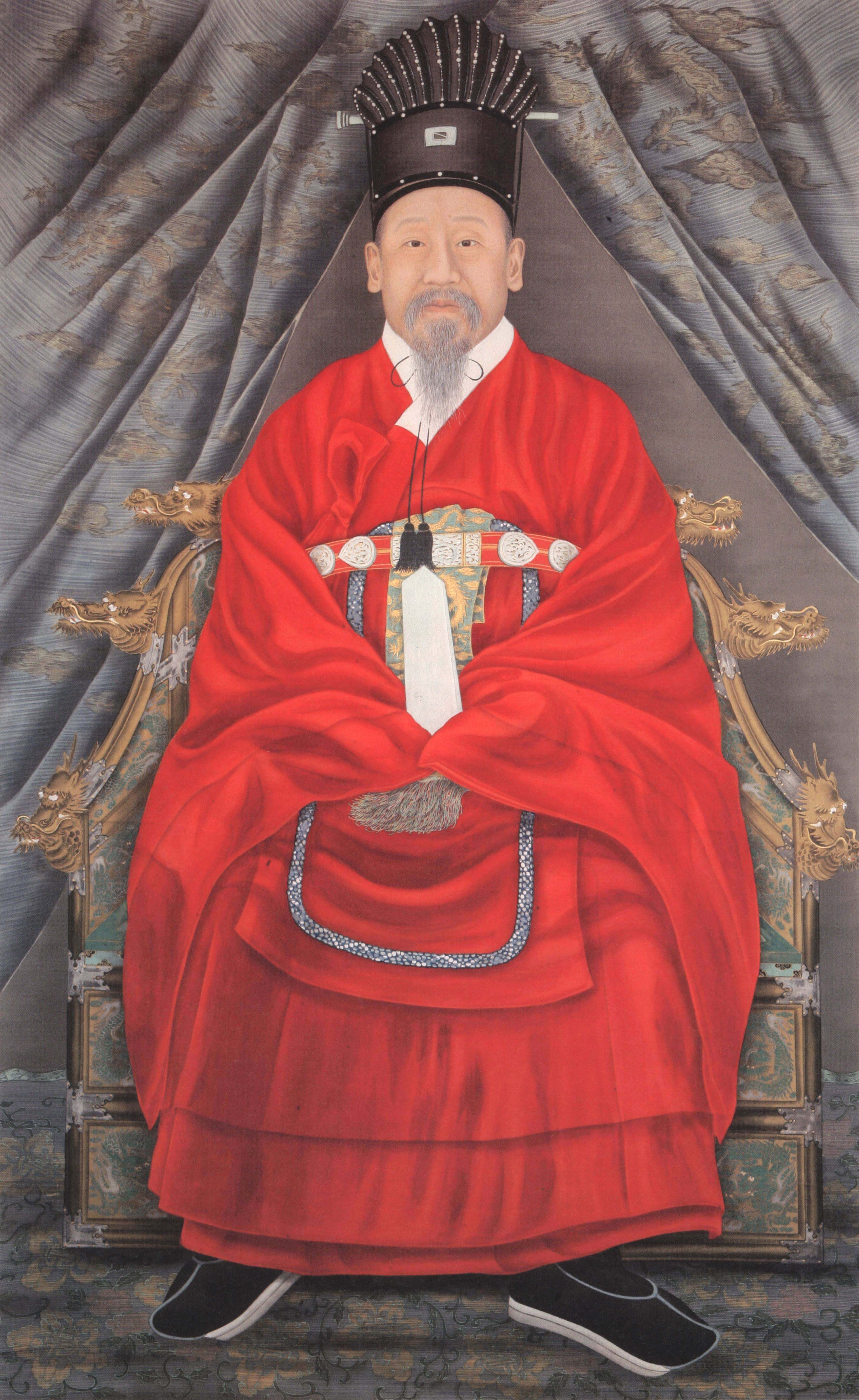
Tongcheongwan a Gangsapo

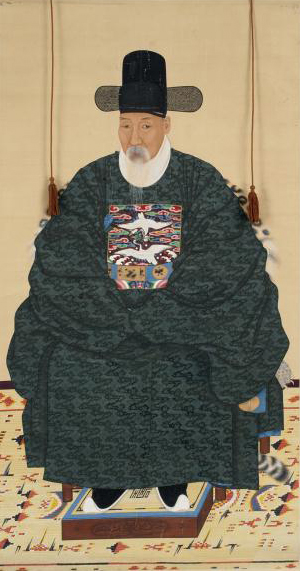
Heuk dallyeongpo v pozdním 18. století.

Gwanbok je korejský termín, který se vztahuje na všechny formální oděvy vládních úředníků. Začal se nosit v Sille a nosil se až do období Čosonu. V průběhu vlády Silly se systém formálních oděvů rozšířil ze Střední Asie a byl uveden do praxe. Existovalo několik druhů gwanboku, který se lišil v barvě a designu podle nositelova statusu, hodnosti a příležitosti, například jobok, jebok, sangbok, gongbok, yungbok a gunbok.
Jobok byl gwanbok nošený při zvláštních příležitostech, jako jsou národní festivaly, či vyhlášení královských dekretů. Jebok byl gwanbok nošený při obřadu Jesa, který se konal na památku uctění zesnulých. Sangbok byl nošen jako denní úřední oblečení, zatímco gongbok nosili důstojníci, když měli audienci u krále v paláci. Yungbok pak souvisel s vojenskými záležitostmi.
Ačkoliv termínem v tomto rozsahu označujeme pouze gongbok a sangbok, může to znamenat i dallyeong, plášť s kulatým límcem.

#### Materiál a barvy
Vyšší střední třídy nosily hanbok z hustě tkané látky z ramie nebo jiných lehkých vysoce jakostních materiálů v teplém počasí a po zbytek roku z obyčejného nebo vzorovaného hedvábí. Prostí lidé byli omezeni zákonem a to nejlepší, co mohli použít, byla látka z bavlny.
Vyšší střední třídy nosily různé barvy. Děti a dívky nosily obvykle barvy světlé a muži a ženy středního věku nosili barvy tlumené. Prostí lidé byli opět omezeni zákonem. Jejich každodenní oblečení bylo barvy bílé, ale při zvláštních příležitostech nosili oblečení v matných odstínech světle růžové, světle zelené, šedé a uhlové. Barva chimy ukazovala stav a společenské postavení nositele. Například námořnická modř poukazovala na to, že žena měla syna nebo syny. Pouze královská rodina mohla nosit oděv s geumbakem – tištěným vzorem (pozlátkem) na spodní straně chimy.

#### Vlasové doplňky

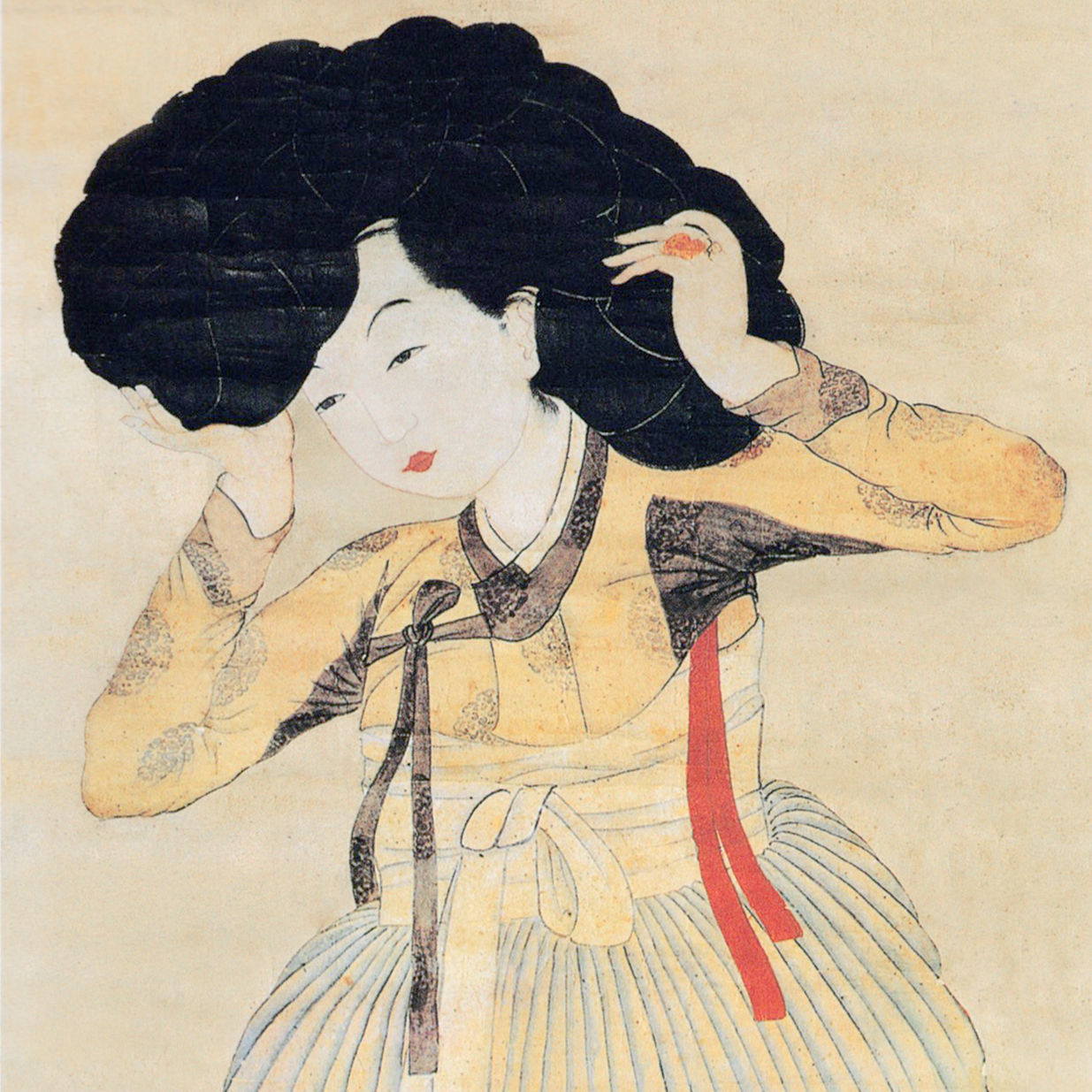
Žena nosící paruku neboli gache.

Muži i ženy nosili své vlasy v dlouhém copu do doby, než byli oddáni, pak si vlasy svazovali; muži měli vlasy svázané do chocholky s názvem sangtu (상투) na horní části hlavy a ženy své vlasy natáčely do kulového tvaru a připevňovaly těsně nad zátylek.
Dlouhá jehlice nebo binyeo (비녀), byla zastrčena do svázaných vlasů ženy a sloužila jako upevnění a dekorace. Materiál a délka binyeo se lišili podle třídy a postavení nositele. Ve svatební den ženy nosili jokduri a na ochranu před chladem používaly ayam. Muži nosili gat (korejský tradiční klobouk), který se lišil podle společenské třídy a postavení.
Před příchodem 19. století nosily Kiseng a ženy z vyšších společenských vrstev paruky (gache). Stejně jako jejich západní protějšky považovali Korejci větší a těžší paruky za více žádoucí a estetičtější. Šílenství žen po gachi bylo takové, že ho v roce 1788 král Jeongjo zakázal a vypověděl královským dekretem. Její používání bylo totiž v rozporu s korejskými konfuciánskými hodnotami o rezervovanosti a zdrženlivosti.
V 19. století začaly ženy yangbanu nosit jokduri, malý kloubouk, který gachi nahrazoval. Nicméně v kisengských kruzích se gache těšila obrovské popularitě až do konce století.

### Zahraniční vliv
Zahraniční móda částečně ovlivnila oblečení vyšší společenské vrstvy, ale její nošení bylo vždy od tradičního hanboku oddělené a zahraniční vkus, tak nikdy nenahradil tradiční hanbok. S rostoucí kulturní vazbou mezi Koreou a Čínou v druhé polovině vlády Tří království začlenila také aristokratická třída některé z menších zahraničních prvků do svého oblečení.
Když se Silla stala jedním ze Tří království Koreje, byli z čínského Tangu dovážena různá hedvábí, ložní prádla a některé módní prvky. Při tomto procesu byli nejnovější módní trendy z Luoyangu, hlavního města Tangu, představeny také v Koreji, kde získali jedinečný korejský charakter, podobný charakteru Západní říše. Po přidání se Sily mezi Tři království Koreje, začaly korejské ženy nosit nový styl oblečení, který byl populární nejen v Číně ale také v zemích, jež ovlivnila Hedvábná stezka. Tento styl se však přestal nosit během období vlády dynastie Goreyo. Dallyeong, druh oblečení používaný kočovnými kulturami v západní Asii se dostal do Koreje díky Hedvábné stezce a byl přijat jako formální oděv úředníků, Gwanbok. Nosil se od 4. století do 17. století.
V pozdních začátcích 19. století bylo používání hanboku z velké části nahrazeno novým oblečením ze Západu jako jsou oblek a šaty. Dnes se v západním stylu nosí formální i neformální oblečení. Hanbok se však stále používá pro tradiční účely a je vyhrazen pro speciální příležitosti, jako jsou svatby, Lunární Nový rok, výroční oslavy předků, narození dítěte atd.